# Igor Abakoumov
Ígor Abakúmov, nacido el 30 de mayo de 1981 en Berdyansk en Ucrania, es un antiguo ciclista profesional belga, de origen ucraniano. Obtuvo la nacionalidad belga en 2001.

## Palmarés
2002
- 1 etapa de la Vuelta a Eslovaquia

2004
- Tour de Frise (ex-aequo con otros 21 corredores)

2006
- 1 etapa del Tour de l'Ain